# Ђурађ Трбојевић
Ђурађ Трбојевић (Црвенка, 20. јун 1957) је југословенски и српски рукометни тренер и бивши професионални рукометни играч. Једини је рукометаш који је био играч, капитен и тренер у три клуба у којима је био: РК Црвенка, РК Југовић и РК Војводина. Као тренер РК Војводина освојио је Куп Србије 2011. године. За репрезентацију Југославије наступао је 42 пута. Током каријере је водио и мушке и женске екипе.

## Клупска каријера

#### РК Црвенка (1974–1986)
Ђурађ Трбојевић је играчку каријеру започео у РК Црвенка, где је играо за све узрасне категорије. За први тим је регистрован 1969, исте године када је РК Црвенка освојила титулу првака Југославије са тренером Томиславом Рагушом. Неколико година раније (1967), РК Црвенка је био и освајач Купа Југославије са тренером Владом Штенцлом, који је 1978. водио Западну Немачку до титуле првака света. 
Трбојевић је у прву екипу РК Црвенка прешао 1974, са седамнаест година. Саиграчи су му између осталог били: Слободан Мишковић, Чедомир Бугарски, Никола Баџа, Радисав Павићевић, Драго Јововић, Светозар Јововић, Бранислав Зељковић, Момир Витас, Спасоје Јањић и Радован Дражић. Тренери у РК Црвенка су му били: Перица Ковач, Бранислав Рачић, Живојин Косовић, Ђорђе Вучинић, Милорад Лајић, Вук Рогановић и Слободан Мишковић.
За РК Црвенка је играо дванаест година, до 1986, током којих је био и капитен екипе.

#### SG VTB/Altjührden (1986–1988)
Са двадесет и девет година, Трбојевић 1986. прелази у немачки клуб SG VTB/Altjührden из Фарела. Тренер му је био Никола Беслач. У том тренутку клуб је играо у Другој немачкој лиги, где су заједно са Трбојевићем играли и Јовица Цветковић, Велибор Ненадић, Марек Панас, Збигњев Тулчински и други. Током две године, Трбојевић је био најбољи стрелац и најбољи играч екипе.

#### РК Југовић (1988–1992)
Након повратка из Немачке, Трбојевић је имао понуде из Истратуриста из Умага, чији је тадашњи тренер био Лино Червар, затим Партизана из Бјеловара, Црвене звезде, РК Црвенка и каћког РК Југовић, где је и наставио каријеру. 
У РК Југовић је био носилац игре и капитан на 126 утакмица. Саиграчи су му били, између осталих: Зоран Дејановић, Слађан Недовић, Шандор Ходик, Драгиша Алексић, Зоран Куртеш, Горан Куртеш, Фредерик Бекер. У то време, чланови клуба су били: Милош Лончар, Симо Матић, Бошко Баришић, Стево Давидовац, Никола Радовић и Борo Јовић. Тренери су му били Боро Јовић и Бранислав Зељковић.

#### РК Војводина (1992–1994)
Након РК Југовић, Трбојевић као играч-тренер прелази у РК Војводина који је тада играо у Другој лиги. Као играч, капитен и тренер, по први пут је увео РК Војводина у највиши ранг домаћег такмичења 1993. године. Годину дана касније, клуб је први пут у историји ушао у борбу за улазак у плеј-оф за првака Југославије. 
То је уједно и последња сезона у којој је Трбојевић играо рукомет као активни играч. У финалу „Турнира шампиона“ против РК Партизан, у Новом Саду, са 37 година се опростио од играчке и започео тренерску каријеру.

## Репрезентативна каријера
Ђурађ Трбојевић је у репрезентацију Југославије први пут позван 1979, када је имао двадесет и две године. Тадашњи селектор био је Јездимир Станковић. Своју прву прилику добио је на турниру „Трофеј Титограда“ 1980. године, пред Олимпијске игре у Москви, где је од стране новинара био изабран за члана идеалног тима турнира. На турниру су учествовале још и репрезентације Шпаније, Кине и Бугарске.
Трбојевић је надаље учествовао на свим акцијама и припремним турнирима за највећа репрезентативна такмичења. На репрезентативном списку нашао се 42 пута.

## Позиција и стил игре
Ђурађ Трбојевић је играо на позицији средњег бека и организатора игре. У одбрани је играо центархалфа и тројку у одбрани 6-0. Посебно се истицао у организацији игри, где је на јединствен начин креирао прилике за своје саиграче.

## Тренерска каријера
Трбојевић је тренерску каријеру започео као играч-тренер у РК Војводина током сезона 1992/1993 и 1993/1994, након чега у потпуности прелази на позицију тренера. Био је тренер женске рукометне репрезентације Србије и Црне Горе заједно са Вуком Рогановићем и Драганом Нишевићем, када је водио осам репрезентативних утакмица.
Списак екипа које је као тренер водио Ђурађ Трбојевић:
РК Војводина: 1992/1993, 1993/1994, 1997/1998, 2010/2011. Освојен Куп Србије 2011.
ЖРК Петроварадин: 1995/1996.
ЖРК Југоинспект Нови Сад: 1996/1997. Остварено шесто место у Првенству Југославије (данашња Суперлига).
РК Црвенка: 1999/2000. Остварено пето место у Првенству Југославије (данашњој Суперлиги).
РК Југовић: 2001/2002, 2002/2003. Изборено учешће у ЕХФ Челенџ купу (данашњи ЕХФ Европски куп) 2002.
ЖРК Темерин: 2007/2008, 2008/2009. Изборен улазак у Супер лигу (највиши ранг такмичења) по први пут у историји клуба.
РК Темерин: 2009/2010.
ЖРК Жабаљ: 2011/2012. Изборен улазак у Прву лигу (други по реду ранг такмичења) по први пут у историји клуба.
ЖРК Инђија: 2012/2013.
ЖРК Војводина Нови Сад Minaqua: 2019.
РК Херцеговац Гајдобра: тренер од 2021.

## Приватни живот
Основну и средњу школу завршио у Црвенки. Од 1983. године је у браку са Весном Илић са којом има две ћерке. Завршио је Вишу тренерску школу и поседује тренерску лиценцу. Има троје унучади.